# 飛鳥井雅賢
飛鳥井 雅賢（あすかい まさかた）は、安土桃山時代から江戸時代初期にかけての公家。権大納言・飛鳥井雅庸の長男。官位は従四位下・左近衛少将。

## 経歴
天正13年（1585年）、飛鳥井雅庸の長男として誕生。
慶長14年（1609年）、後陽成天皇の女官と密通した罪（遊蕩の罪）により、隠岐国中之島へと配流された（猪熊事件）。慶長18年（1614年）4月には、中之島において雅賢の生活を支えた村上家の当主・村上秀親に蹴鞠の免許状を発給している。隠岐島の伝説によれば、雅賢には藤若という孫がおり、延宝8年（1680年）に徳川家綱の死去による恩赦で赦免されたとされる。また源福寺には雅賢の邸と伝承される「飛鳥井屋敷」の跡地があったとされる。寛永3年閏4月16日（1626年6月10日）には配所で没した。弟・難波宗勝も同事件に関わっており、伊豆に配流となった。なお、慶長17年（1613年）に宗勝は赦され、飛鳥井家を相続し、雅胤と名乗った。